# Ян Якоб Рохуссен
Ян Якоб Рохуссен (нід. Jan Jacob Rochussen, нід. вимова: [jɑn ˈjaːkɔp ˈroːxɵsən]; 23 жовтня 1797 — 21 січня 1871) — голландський політичний діяч, міністр фінансів, сорок четвертий генерал-губернатор Голландської Ост-Індії, Голова Ради міністрів (прем'єр-міністр).

## Біографія

### Рання кар'єра
Ян Якоб Рохуссен був сином державного службовця Яна Рохуссена. В 1815 році він виступив проти Наполеона, вступивши до добровольчого загону. Свою кар'єру він розпочав в 1814 році, коли став збирачем податків у Східамі. Протягом наступних дванадцяти років працював збирачем податків в Гертогенбосі, Роттердамі іАмстердамі. З 22 січня по 10 серпня 1826 року був секретарем торговельно-промислової палати. В 1828 році він став директором одного з амстердамських каналів. В 1836 році Рохуссен був членом комісії з оцінки можливості побудови залізних доріг, а з 1837 по 1839 рік він представляв Нідерланди на міжнародних переговорах з судноплавства і митних зборів.

### Перший строк на посту міністра
В 1840 році король Віллем I призначив Рохуссена міністром фінансів. Нестабільна ситуація попередніх років і небажання короля звітувати перед Генеральними Штатами завершилось прийняттям Конституції 1840 рокі. згідно з якою монарх був змушений представляти річний бюджет через міністра фінансів.
В 1834 році Рохуссен запропонував знизити процентну ставку по державному боргу шляхом конверсії з 4 до 3 відсотків. Однак, ця пропозиція була відхилена. Рохуссен був одним з небагатьох голландських політиків, що мав непогані відносини з бельгійським королем Леопольдом I. Саме кому король Віллем II висунув Рохуссена в якості переговорника, що мусив врегулювати конфлікти, незалагоджені після Лондонської угоди. Йому це вдалося і в майбутньому Рохуссен став першим голландським послом в Бельгії.

### Генерал-губернатор Голландської Ост-Індії
Королівським указом від 5 лютого 1845 року Ян Якоб Рохуссен був призначений генерал-губернатором Голландської Ост-Індії. 30 вересня в Батавії Рохуссен набув повноважень.
На своїй посаді він провів ревізію грошової системи. Рохуссен продовжив політику культиваційної системи (нід. Cultuurstelsel), незважаючи на збідніння місцевого населення і зростаючого дефіциту харчових продуктів. Лише після голоду 1848 — 1849 років він дещо послабив колоніальну експлуатацію. В колоніях Рохуссен виступав проти свободи друку, організував кілька каральних експедицій, зокрема на Борнео проти повсталих китайських шахтарів. Він проводив рейди проти піратів з островів Сула. За його правління Нідерланди почали підкорювати найвіддаленіші райони Ост-Індії. До Рохуссена колоніальна влада підтримувала контроль лише над Явою, Молуккськими островами, Целебесом і півднем Суматри. Рохуссен змінив відносини з яванськими князівствами: з ними були заключені контракти.
В 1850 році Ян Якоб Рохуссен подав заяву про відставку. Він повернувся в Нідерланди в 1852 році.

### Депутат
В 1852 році Рохуссен був обраний в нижню палату парламенту на виборчому окрузі в Алкмарі. Він продовжував займатись напрямком, пов'язаним з колоніми. В 1853 році він був призначений королівським комісаром в Нідерландську торгівельну спілку. Він допомагав відміняти рабство в Ост і Вест-Індії і на Суринамі. В 1857 році він сколав депутатський мандат, щоб не вступати в конфлікт з мінстром колотій Пітером Мійєром.

### Другий і третій строк на посаді міністра
Навесні 1858 року король попрохав Рохуссена сформувати позапартійний кабінет міністрів. В той час ще не існувало посади прем'єр-міністра, але фактично Рохуссон був лідером королівського кабінету, одночасно будучи міністром по справам колоній. Сформований ним уряд пішов у відставку 23 березня 1859 року після того, як Закон про державну експлуатацію залізничних шляхів був відхилений. Цей закон передбачав би посиленя впливу уряду на будівництво і експлуатацію голландської залізничної мережі і прискорив би будівництво залізниць.
Новий кабінет міністрв очолив Флоріс ван Халл. Рохуссен також війшов в цей кабінет як міністр колоній. На свої посаді він захищав культиваційну систему і виступав проти парламентського контролю над колоніальними фондами.

### Кінець кар'єри
Рохуссон тричі обраний депутатом в палату представників від Амстердама тричі. Загалом він пробув депутатом з 14 листопада 1864 року по 20 вересня 1869 року. Він помер в Гаазі 21 січня 1871 року.

## Вшанування
4 липня 1829 року Рохуссен був нагороджений лицарським орденом Нідерландського лева; 28 листопада 1840 року став командором. 10 жовтня 1841 року йому було надано вищий клас ордену- Лицар Великого хреста. 18 квітня 1852 року його було нагороджено Великим хрестом ордену Дубового вінця. Вісім років потому він був нагороджений Лицарем першої ступені ордену Золотого лева Нассау.
Рохуссен також був нагороджений орденом Червоного орла першого классу, орденом Леопольда I і орденом Почесного легіону.
Слуква молуцька (Scolopax rochussenii) і вид орхідей Coelogyne rochussenii були названі на честь Рохуссена.

## Родина

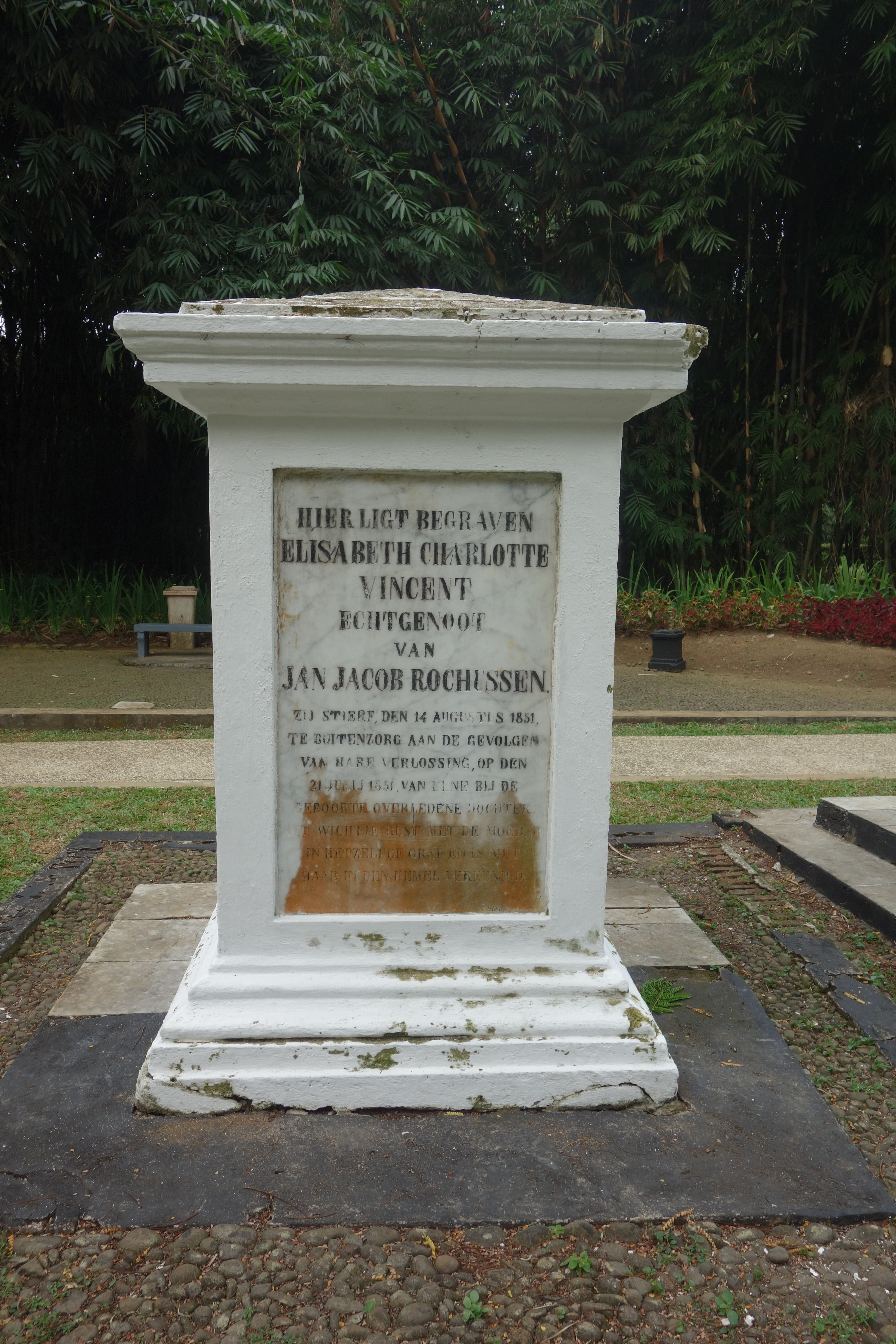
Могила дружини (Елізабети Вінсент) і дочки Рохуссена в Богорському ботанічному саду (1851)

Ян Якоб Рохуссен одружився з Анною Сарою Велсберг 14 грудня 1831 року в Амстердамі. В цьому шлюбі він мав дев'ять дітей. Дружина померла 18 червня 1841 року. Рохуссен одружився вдруге з креолкою Елізабетою Шарлоттою Вінсент 2 вересня 1848 року в Батавії. Вона народила двох дочок, але померла під час пологів.